# Viet Thanh Nguyen
Viet Thanh Nguyen (wiet. Nguyễn Thanh Việt; ur. 13 marca 1971 w Buôn Ma Thuột) – amerykański pisarz wietnamskiego pochodzenia.

## Życiorys
Viet Tan Nguyen urodził się 13 marca 1971 roku w Buôn Ma Thuột w Wietnamie Południowym. Jego rodzice wyemigrowali w 1954 roku z Wietnamu Północnego do Wietnamu Południowego.
Po zdobyciu Sajgonu przez komunistów, w 1975 roku jego rodzina uciekła do Stanów Zjednoczonych. Rodzina Nguyena po raz pierwszy osiedliła się w Fort Indiantown Gap w Pensylwanii, który był jednym z czterech amerykańskich obozów, w których przebywali uchodźcy z Wietnamu. Rodzina Nguyena przeniosła się do Harrisburga w Pensylwanii do 1978 roku.
Jego rodzina przeniosła się później do San Jose w Kalifornii, gdzie otworzyła wietnamski sklep spożywczy, jeden z pierwszych tego typu w okolicy. Podczas dorastania w San Jose, Nguyen uczęszczał do St. Patrick School, katolickiej szkoły podstawowej, a później do Bellarmine College Preparatory.
Wyjechał do Los Angeles, gdzie objął stanowisko asystenta profesora na Uniwersytecie Południowej Kalifornii w Departamencie Angielskim oraz w American Studies and Ethnicity Department. W 2003 roku został profesorem nadzwyczajnym na obu wydziałach. Oprócz nauczania i pisania, Nguyen udziela się również jako krytyk kultury dla „Los Angeles Times” i jest redaktorem diaCRITICS.
W 2016 roku, za swoją pierwszą powieść pod tytułem Sympatyk, otrzymał Nagrodę im. Edgara Allana Poe za najlepszy debiut powieściowy i nagrodę Pulitzera w dziedzinie literatury pięknej. We Francji powieść otrzymała nagrodę dla najlepszej książki zagranicznej roku 2017.

## Twórczość

### Powieści
- The Sympathizer (2015), wyd. pol: Sympatyk. Warszawa: Akurat-Muza, 2016, s. 478. ISBN 978-83-287-0396-4.

### Zbiór noweli
- The Refugees (2017)

### Nowele
- Better Homes and Gardens (2002)
- A Correct Life: Một Cuộc Sống Đứng Đắn (2006)
- Someone Else Besides You (2008)
- Arthur Arellano (2010)
- The Americans (2010)
- Fatherland (2011)
- The War Years (2011)
- Look At Me (2011)

### Inne publikacje
- Race and Resistance: Literature and Politics in Asian America (2002)
- Nothing Ever Dies: Vietnam and The Memory of War (2016)